# Three Lakes, Washington
Three Lakes är en ort i Snohomish County i delstaten Washington, USA.